# Violă
"Braci", "brace" și "contralăucă" trimite aici. Denumirile vizează adeseori viola, dar și o vioară cu rol de acompaniament. Vezi și Vioară.
Viola este un instrument muzical cu coarde, la care execuția se face, în mod obișnuit, cu arcușul. Viola modernă folosește patru coarde, acordate în cvinte perfecte. Viola este al doilea membru al familiei viorii, având un sunet mai grav decât vioara și mai acut decât violoncelul. Instrumentistul care cântă la violă se numește violist.
Limba română cunoaște alte câteva denumiri pentru violă, întrebuințate mai ales când se face referire la instrumentul adaptat după necesitățile muzicii folclorice. Cu deosebire în Transilvania, viola este numită braci sau brace (comparație cu Bratsche, denumirea violei în germana; ambele își au originea în numele unui instrument foarte la modă în secolele XVII-XVIII, viola da braccio). Denumirea de contralăucă dovedește complementaritatea cu o „lăucă” (lăută), cum i se zice viorii solistice în sudul Ardealului și Moldovei, dar și în Banat și Hunedoara. Un fapt interesant este că toate denumirile amintite se transferă viorii, atunci când ea deține rolul de acompaniament (și nu viola).

## Construcția unei viole moderne

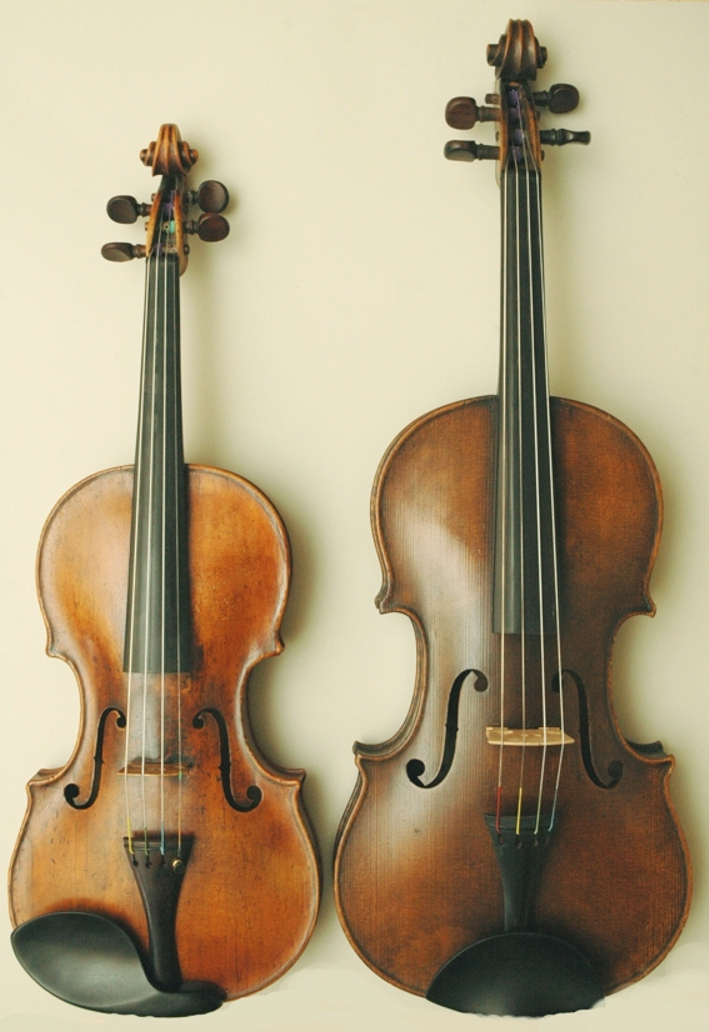
Comparaţie între vioară (st.) şi violă (dr.).

Instrumentul este construit foarte similar cu o vioară; cea mai importantă diferență este alegerea unor proporții diferite la construcție (corpul este mai mare și alte dimensiuni se modifică în consecință, pentru a putea asigura un acordaj stabil, mai grav decât cel al viorii).
Viola este alcătuită din corp (cutia de rezonanță), gât (tastieră) și cap (ce conține sistemul de prindere și – uneori – acordare a corzilor). Pe corp este fixat călușul, pe care se sprijină corzile și care determină înălțarea acestora față de corp. Deasupra corpului, corzile sunt prinse la un loc de cordar, în apropierea căruia se pot agăța „fixuri” (șuruburi fixe), pentru acordarea cu precizie a corzilor (în lipsa lor, se vor folosi cheile de acordaj).
De vreme ce execuția se face folosind arcușul (instrumentul are o rezonanță prea slabă pentru ca ciupitul corzilor să producă o sonoritate satisfăcătoare), călușul și tastiera sunt construite în așa fel încât arcușul să aibă acces la fiecare coardă; ele vor fi dispuse la înălțimi diferite, în forma unui arc de cerc, unde corzile din mijloc sunt cele mai înalte. Arcușul se trage aproximativ tangențial la corzi și, așezat paralel cu planul format între două coarde vecine, le poate pune simultan în vibrație.

## Istoria instrumentului

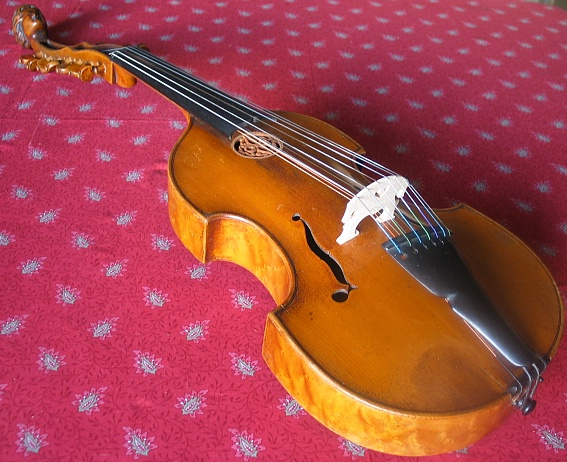
Viola d'amore.

Pornind de la etimologia numelui dat instrumentului (preluat ca atare din limba italiană), se obțin câteva date semnificative cu privire la istoria violei. În Baroc, denumirea de viola reprezenta un număr mare de instrumente distincte, constituite în mai multe familii, dar toate având în comun posibilitatea tehnică de a se cânta cu arcuș.
Trei instrumente remarcabile, ieșite astăzi din uz (și folosite doar de formațiile de muzică veche), au purtat denumirea de viola:
- viola d'amore, dotată cu un număr mare de corzi, dintre care o parte erau simpatice, adică produceau sunete când intrau în rezonanță cu cele pe care cânta instrumentistul.
- viola da braccio (it. „pentru braț”), din care a rezultat familia modernă a viorii. Terminologic, viola este cea care a dat naștere familiei; mărturie stă și denumirea alternativă dată viorii, aceea de „violină” (uneori folosită și în limba română; termenul se folosește majoritar în alte limbi, precum germana – Violine), care se traduce din italiană, unde a apărut mai întâi, ca „violă mai mică”.[4]
- viola da gamba (it. „pentru picior”), care a dat naștere unei familii vaste de instrumente la care se executa într-un mod similar cu cel folosit astăzi pentru violoncel.[5] Morfologic însă, unicul instrument modern care păstrează trăsături ale familiei este contrabasul.

În ziua de astăzi, pentru echivalarea partiturilor cu viola da braccio se va folosi viola modernă (deși sunt niște diferențe semnificative între instrumente). Un exemplu în atare direcție este Concertul Brandenburgic nr. 6, BWV 1051 de Johann Sebastian Bach.

## Acordaj
Viola modernă este acordată cu o cvintă perfectă mai jos decât vioara, astfel: Do-Sol-re-la, unde „Do” reprezintă sunetul mai grav cu o octavă față de do central. Viola este folosită uneori în scordatura (acordaje alternative); totuși, prezența lor e mai rară decât în cazul viorii (în parte, faptul se explică și prin popularitatea mai scăzută a violei).
Folclorul muzical maghiar și cel din Transilvania atestă folosirea violei (singură, în combinație cu o vioară de acompaniament – în Banat și zona Aradului – sau chiar înlocuită de una sau două viori de acompaniament) ca instrument de acompaniament (și denumită braci, brace, contralăucă, așa cum s-a văzut mai sus), corelat cu „gorduna” (violoncelul), împreună cu care acompaniamentul se constituie în formule fixe. Cel mai adesea, violoncelul va marca timpii (de regulă, notați convențional cu pătrime), iar viola poate merge pe formule cu valori mai scurte sau sincopate.
Folosită astfel, viola devine instrument aproape exclusiv armonic. Călușul instrumentului se retează, parțial sau total, permițând arcușului punerea în vibrație simultană a trei sau patru corzi. De multe ori, a patra coardă va fi scoasă (Do sau la); restul de trei vor fi acordate diferit. Spre exemplu, în estul Transilvaniei au fost remarcate următoarele acordaje:

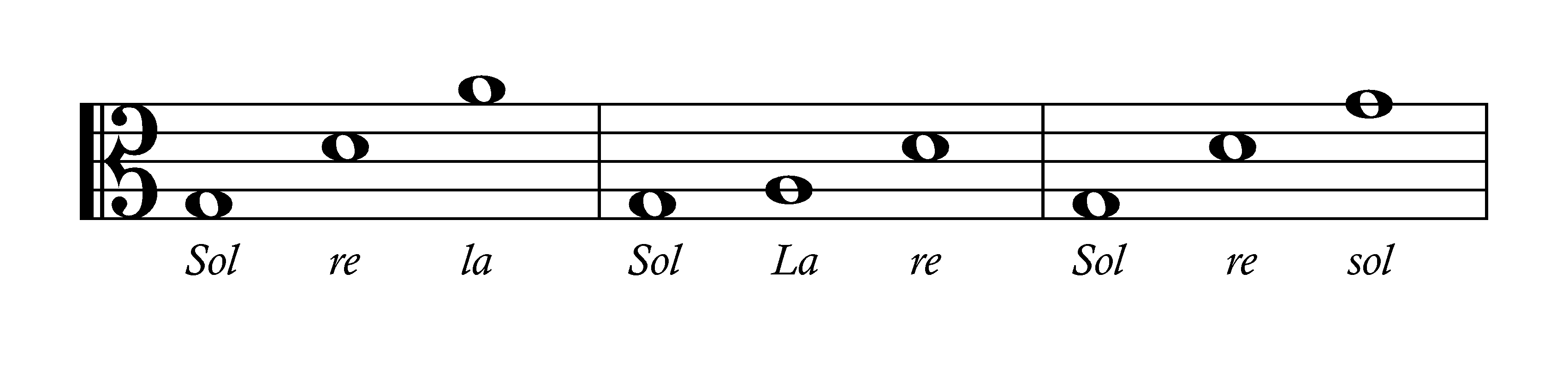
Acordaje de braci (violă) din estul Transilvaniei. În toate cele trei cazuri, s-a renunţat la coarda Do (cea mai groasă).

## Notație

Cheia alto.

Urmând calea unei tradiții din perioada barocului, muzica pentru violă se notează cel mai adesea într-o cheie de do, numită și „cheia alto”. Folosită arareori pentru alte instrumente sau notații, cheia alto reprezintă a treia cheie folosită astăzi ca răspândire. Un alt beneficiu al cheii este notarea convenabilă a registrului violei, astfel încât do central cade pe linia centrală a portativului.
Edițiile mai noi ale unor aranjamente pentru cvartet de coarde conțin și o știmă pentru „vioara a treia”, unde partitura violei este scrisă în cheia sol, transpusă la octavă. Scopul este de a înlocui viola cu o vioară, acolo unde instrumentul original nu este disponibil. Totuși, pentru pasajele care depășesc ambitusul și capacitățile dinamice ale viorii (în registrul grav), trebuie aduse anumite adaptări partiturii.

## Tehnică
Execuția la violă permite, în linii mari, desfășurarea aceleiași palete tehnice ca în cazul viorii. Poziția este aceeași cu cea folosită pentru execuția la vioară. Mâna stângă (cu care se cântă pe tastieră) are posibilitatea să cânte cu patru degete (nu se folosește degetul mare, în care se sprijină gâtul instrumentului), cu care se pot susține pasaje pe o singură voce (cazul cel mai des întâlnit), dar se poate cânta și pe mai multe voci („coarde duble” sau, mult mai rar, „triple”, „cvadruple”) și în acorduri (prin modul în care sunt aranjate corzile, arcușul nu poate atinge mai mult de două corzi deodată, drept care acorduri se vor cânta arpegiat sau cu apogiaturi).
Mâna dreaptă cântă de regulă cu arcușul,sau foarte rar cu degetele(pizzicato). În acest caz, tehnicile de atac sunt foarte variate (aceleași sunt folosite și la vioară): legato, spiccato, tremolo, collé (fr.), sautillé (fr.; echivalentul în limba italiană este saltando), jeté (fr.) ș.a. O altă tehnică, col legno, presupune lovirea corzilor cu lemnul arcușului. Cu arcușul oblic sau apăsat cu o presiune nepotrivită (efect de multe ori neplăcut, dar poate fi controlat și exploatat în mod creativ), se obțin flajeolete (naturale, dacă coarda e lăsată liberă și artificiale, dacă se adaugă acțiunea mâinii stângi și astfel poziția flajeoletului trebuie modificată cât să păstreze proporțiile flajeoletului natural).. Alte tehnici includ poziția arcușului pe lungimea corzii: mergând spre căluș (indicația este sul ponticello), sunetul devine mai sec și strident; execuția deasupra tastierei (sul tasto) creează un sunet mai plin.
Atunci când nu se folosește deloc un arcuș, corzile vor fi ciupite cu degetele; procedeul se numește pizzicato. O variantă a tehnicii presupune întinderea corzii suficient de mult cu degetul, cât să plesnească de tastieră. Ea poartă numele celui care a propus-o prima oară în muzica scrisă pentru instrumente cu coarde – Béla Bartók și al său „pizzicato Bartók”.

## Răspândire. Câțiva violiști
Prin construcție și acordaj, timbrul instrumentului va fi mai „plin” decât cel al viorii, mai bogat în zona primelor armonice. Deși sunetul instrumentului are suficiente calități pentru a fi îndrăgit, numărul violiștilor și al elevilor care studiază viola este relativ redus; o primă explicație ar fi popularitatea mică în cazul multor părinți care aleg un instrument pentru copilul lor. Apoi, viola este mai mare și mai dificil de controlat de către un copil; pentru ambele probleme, cel mai probabil se va opta pentru „rivalul” apropiat al violei – vioara.
Totuși, dincolo de cei care studiază de la bun început viola, există un număr de instrumentiști care s-au axat mai întâi pe vioară, după care aleg viola și i se dedică sau cântă în paralel la ambele instrumente. Ușurința de a comuta între cele două este acordajul asemănător: cele mai grave trei corzi ale viorii sunt identic acordate cu cele mai acute (subțiri) trei ale violei. Diferența mai importantă este notația, în două chei aflate la intervalul minim, de secundă, fapt din care se pot naște dificultăți la citire.
În prima jumătate a secolului XVIII, când vioara se nota încă în cheia de violină (numită și „mica cheie franceză” – o versiune a cheii de sol, scrisă cu mai jos cu o linie a portativului, deci o terță), diferența de notație cu cheia violei era mai mare – o cvartă – și permitea mai puține confuzii. Unul dintre cei mai apreciați violiști ai perioadei (baroc târziu) a fost Johann Sebastian Bach, de asemenea foarte bun cunoscător al viorii și al altor instrumente. Bach prefera să interpreteze în cvartetul de coarde (două viori, violă și violoncel) la violă, pentru a fi poziționat în centru, de unde putea „dirija” către ceilalți instrumentiști, indicând mișcarea prin ridicarea sau coborârea gâtului instrumentului său în timp ce cânta.
În continuare, iată câteva nume ale unor instrumentiști interpreți dedicați violei, și ale unora care cântă la violă în paralel cu alte instrumente:
- violiști: John Cale, Wolfram Christ, Viaceslav Dinerchtein, Joseph de Pasquale, Lucian Moraru
- violoniști: Yehudi Menuhin, Maxim Vengerov, Pinchas Zuckermann
- compozitori: Johann Sebastian Bach, Rebecca Clarke, Paul Hindemith, Milton Katims